# Инцидент с Douglas DC-3 над Балтийским морем

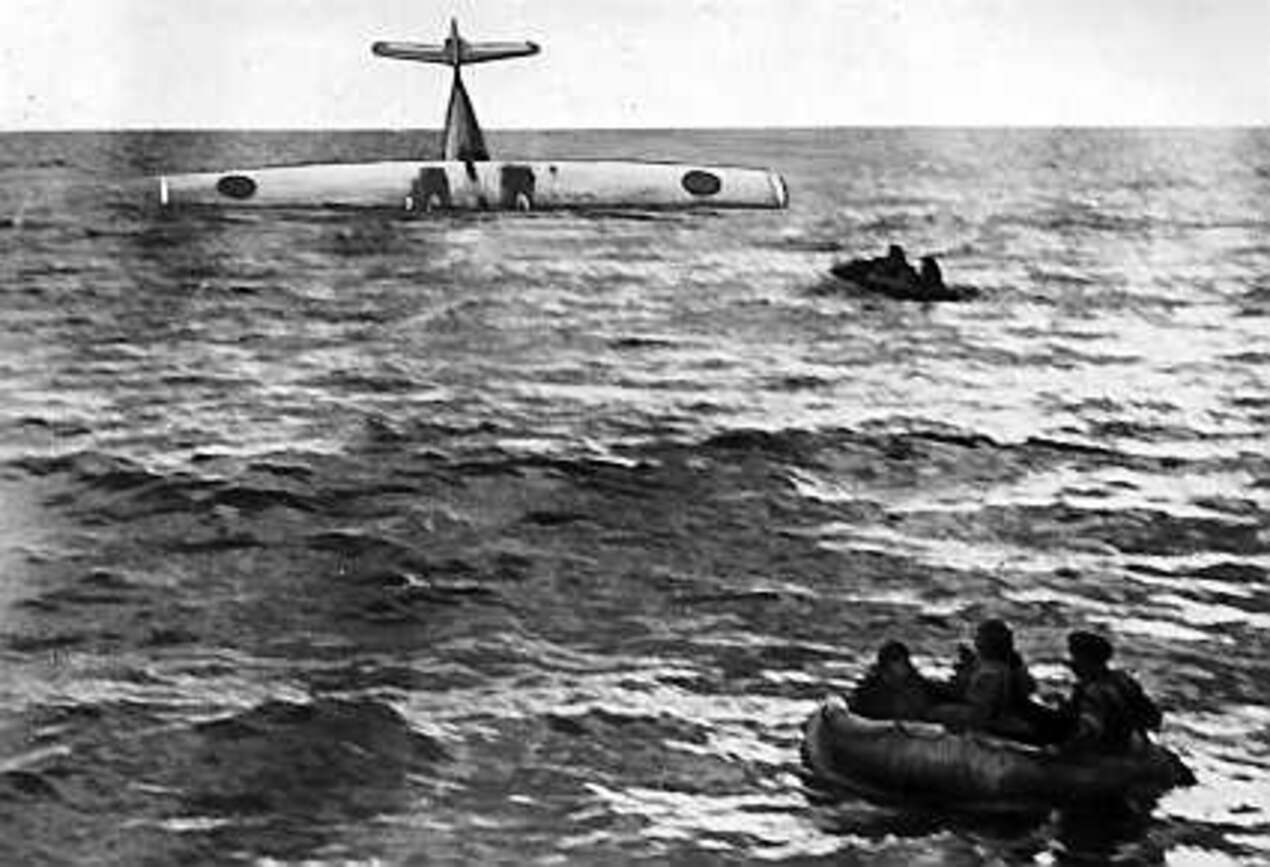
Сбитый шведский самолёт «Catalina»

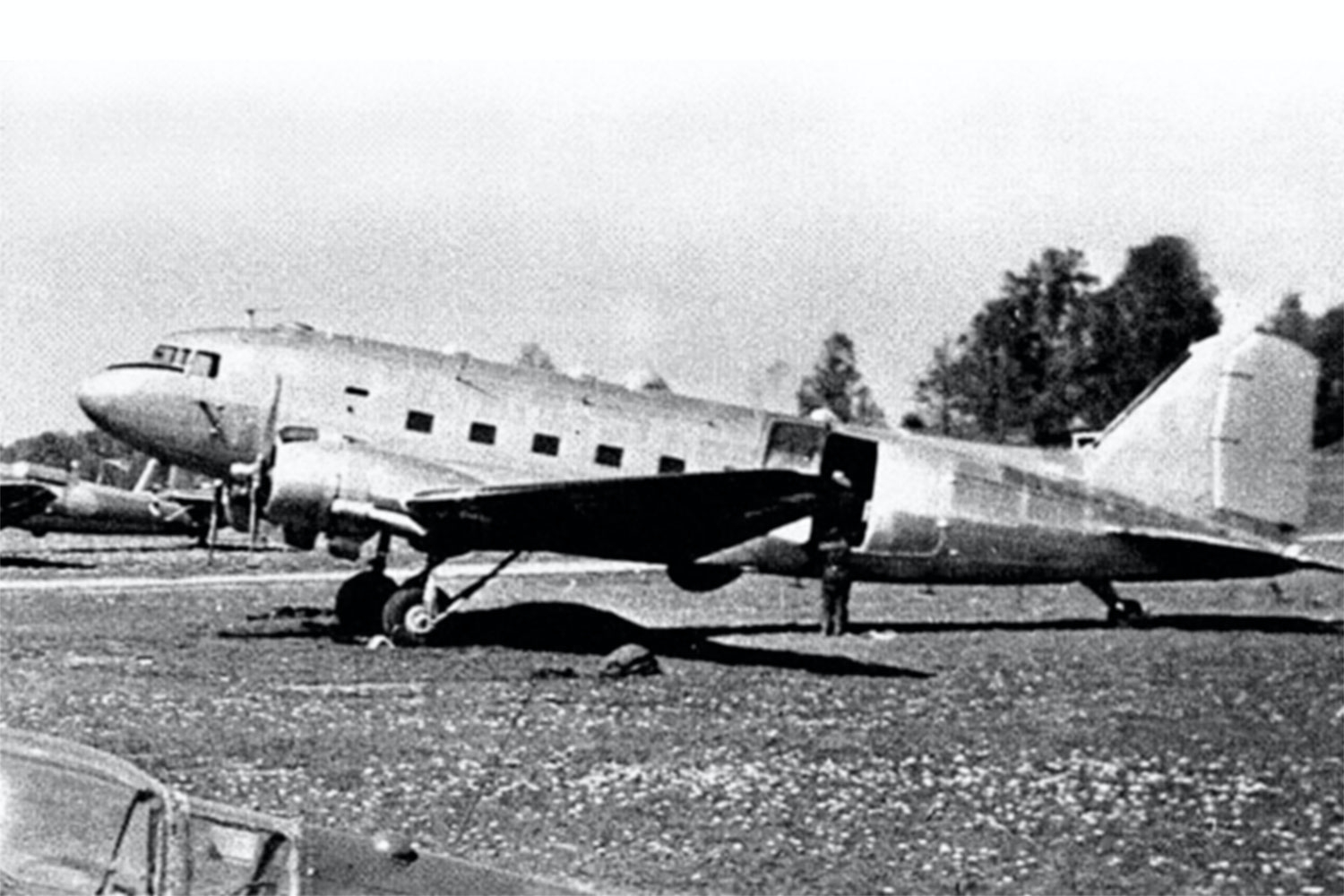
«Tp 79» в 1951 году

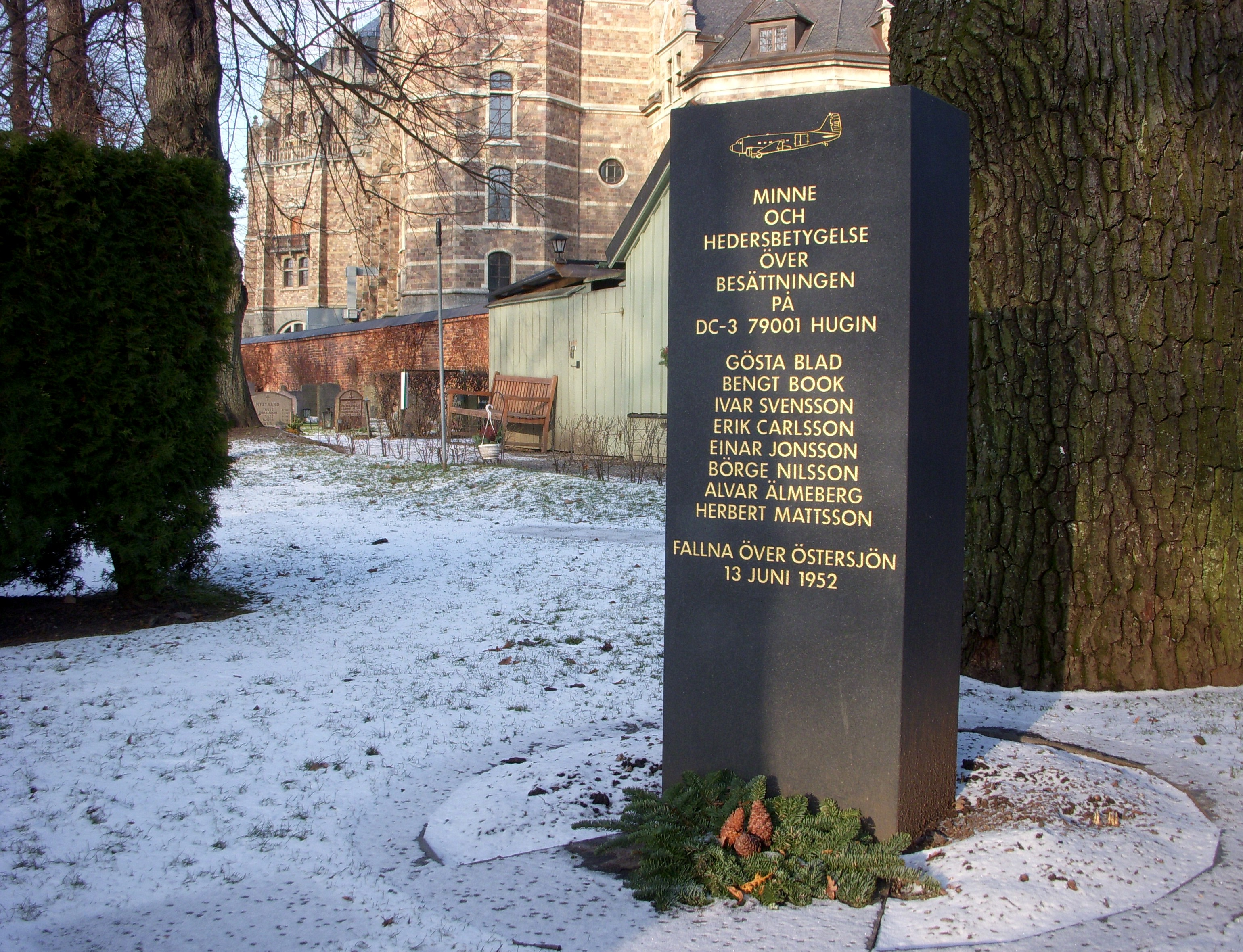
Мемориальный камень в Стокгольме

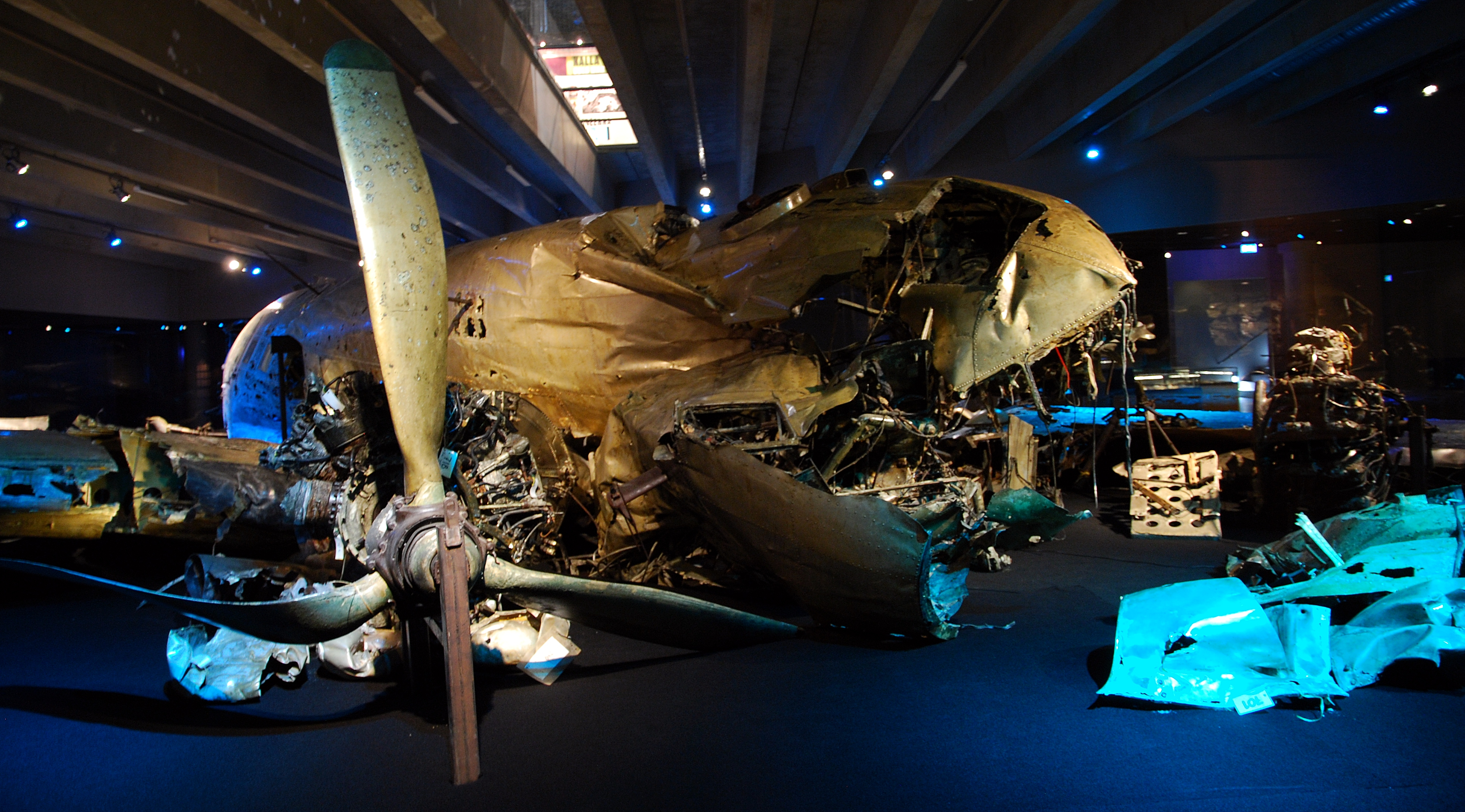
Обломки DC-3 выставлены в Музее ВВС Швеции

Инцидент с Douglas DC-3 над Балтийским морем, также известный как инцидент с «Каталиной» или Каталинский инцидент (швед. Catalinaaffären), произошёл в июне 1952 года, когда истребители советских ВВС 13 и 16 июня соответственно сбили два шведских самолёта над международными водами в Балтийском море. 13 июня был сбит Tp 79 ВВС Швеции (модификация американского Douglas DC-3) выполнявший радиотехническую разведку для Радиоведомства национальной обороны (со швед. — «Försvarets radioanstalt»), сотрудничавшего с НАТО. С помощью этого самолёта собирались радиотехнические данные по новым радиолокационным станциям на побережье советской Прибалтики. В частности, собирались секретные данные по советским радиолокаторам П-20 «Перископ» в районе Лиепаи. Никто из восьми членов экипажа не выжил.
Советская сторона была подробно осведомлена о настоящем задании для DC-3, поэтому заранее подготовила контрмеры. Информацию о том, что Швеция негласно нарушает нейтралитет и занимается авиационной и радиотехнической разведкой в пользу НАТО, Советский Союз получал от высокопоставленного шведского военного Стига Веннерстрёма, плодотворно сотрудничающего с ГРУ.
Вторым сбитым самолётом стал Tp 47 ВВС Швеции — летающая лодка Catalina, участвовавшая в поисково-спасательной операции по поиску пропавшего DC-3. Экипаж Catalina из пяти человек был спасён.
Советский Союз отрицал свою причастность к инциденту с «Дугласом DC-3» вплоть до распада в 1991 году. Оба самолёта были обнаружены в 2003 году. Tp 79 (DC-3) был поднят, восстановлен и передан музею шведских ВВС.

## Воздушные судна и экипажи

### Tp 79
Первым сбитым самолётом был Douglas DC-3A-360 Skytrain. Он имел серийный номер 79001.
Самолёт был изготовлен в 1943 году с оригинальным американским серийным номером 42-5694 и был передан в 15-ю военно-транспортную эскадрилью ВВС США (61-я группа ВТА). Он участвовал в боевых действиях в Северной Африке. Доставлен 5 февраля 1946 года с авиабазы Орли через армейский аэродром Ханау в Бромму и зарегистрирован как гражданский самолёт SE-APZ для Skandinaviska Aero AB.
13 июня 1952 года с бортом DC-3 был потерян радиоконтакт в районе к востоку от острова Готска-Сандён, при выполнении самолётом операции по сбору разведданных для Радиоведомства национальной обороны. Все восемь членов экипажа погибли в результате инцидента. Трое из восьми членов экипажа были военнослужащими ВВС Швеции, а остальные пятеро являлись операторами радиотехнической разведки.

### Catalina

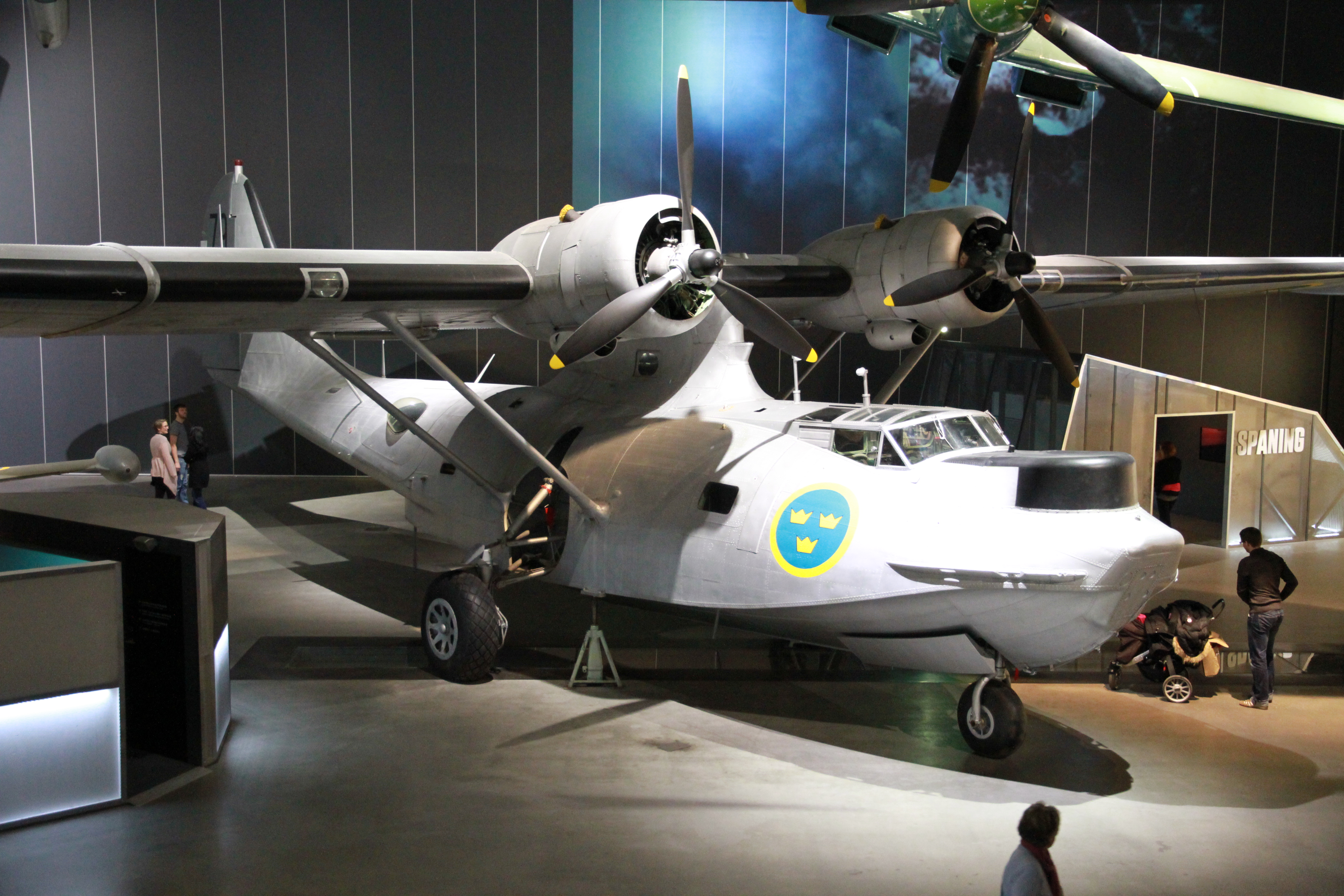
«Consolidated PBY Catalina»

Через три дня после первого инцидента, 16 июня 1952 года, две летающие лодки «Consolidated PBY-5 Catalina» искали экипаж пропавшего накануне самолёта близ побережья Эстонии. В районе острова Муху один из гидросамолётов был перехвачен советскими истребителями. Они попытались посадить «Каталину» на советской территории, но летающая лодка, с серийным номером 47002, устремилась в нейтральные воды, и была подбита. Пилоты подбитой «Каталины» сумели спустить на воду плот. Экипаж из пяти человек был спасён западногерманским грузовым судном «Münsterlan».
Инцидент поставил на грань разрыва дипломатические отношения между СССР и Швецией и вызвал волну возмущений в шведском обществе. Швеция отправила в СССР официальную ноту протеста.

## Последствия
Швеция в течение почти 40 лет утверждала, что самолёт выполнял учебный полёт. Только после давления со стороны семей членов экипажа власти подтвердили, что DC-3 был оснащён британским оборудованием и вёл наблюдение для НАТО.
В 1991 году генерал Фёдор Шинкаренко признал, что в 1952 году он приказал сбить DC-3, подняв на его перехват МиГ-15бис.
Пулевые отверстия на 79001 показали, что DC-3 был сбит истребителем МиГ-15бис. Также было определено точное время приводнения, так как одни из часов в кабине остановились в 11:28:40 по центральноевропейскому времени. Обнаружены и идентифицированы останки четырёх членов экипажа из восьми человек.
Одним из последствий стало форсирование создания шведами перехватчика SAAB Lancen и отказ от производства реактивного двигателя STAL Dovern в пользу закупок британского Rolls-Royce Avon, что привело к упадку машиностроительной компании STAL и утрате Швецией компетенций в проектировании турбореактивных двигателей.

## Восстановление
10 июня 2003 года капитан авиакомпании и бывший пилот ВВС Швеции Андерс Яллай и историк Карл Дуглас из шведской компании Marin Mätteknik AB обнаружили останки сбитого DC-3 с помощью гидролокатора на глубине 126 м.
Спустя 52 года останки DC-3 были подняты на поверхность 19 марта 2004 года. Обломки самолёта были извлечены с помощью дноуглубительных работ. Причём применялась технология заморозки грунта, дабы не повредить фюзеляж и детали самолёта. Самолёт был перевезен на военно-морскую базу Мускё для исследования и восстановления, и 13 мая 2009 года был выставлен в Музее ВВС Швеции в Линчёпинге. Модель самолёта «Tp 79» в масштабе 1:12 тоже была передана в аренду Музею ВВС 5 мая 2009 года.